# Motovilec
Motovilec (Valerianella) je rod rastlin iz družine kovačnikovk (Caprifoliaceae). Kot solatnica se največkrat uporablja navadni motovilec (Valerianella locusta).
Nekatere od vrst motovilca so: 
- Valerianella affinis, Balf.f. (verjetno izumrl)
- Valerianella amarella
- Valerianella carinata – gredljasti motovilec
- Valerianella chenopodiifolia
- Valerianella dentata – zobati motovilec
- Valerianella eriocarpa – volnatoplodni motovilec
- Valerianella florifera
- Valerianella locusta – navadni motovilec
- Valerianella longiflora
- Valerianella nuttallii
- Valerianella ozarkana
- Valerianella palmeri
- Valerianella radiata
- Valerianella stenocarpa
- Valerianella texana
- Valerianella umbilicata